# Taipei Cinese ai XXIV Giochi olimpici invernali
Taipei Cinese ha partecipato ai XXIV Giochi olimpici invernali, che si sono svolti dal 4 al 20 febbraio 2022 a Pechino in Cina, con una delegazione composta da 26 atleti.

## Delegazione
| Sport                   | Uomini | Donne | Totale |
| ----------------------- | ------ | ----- | ------ |
| Pattinaggio di velocità | -      | 1     | 1      |
| Sci alpino              | 1      | 1     | 2      |
| Slittino                | -      | 1     | 1      |
| Totale                  | 1      | 3     | 4      |